# Ulivina eunicae
Ulivina eunicae is een soort in de taxonomische indeling van de Myzozoa, een stam van microscopische parasitaire dieren. Het organisme komt uit het geslacht Ulivina en behoort tot de familie Lecudinidae. Ulivina eunicae werd in 1938 ontdekt door Bhatia & Setna.